# Erich Mix
Erich Otto Friedrich Mix (* 27. Juni 1898 in Labuhnken, Westpreußen; † 9. April 1971 in Wiesbaden) war ein deutscher Politiker der NSDAP und der FDP.

## Leben und Beruf
Nach dem Notabitur 1916 nahm Mix als Infanterist und Flugzeugführer am Ersten Weltkrieg teil. Nach dem Kriege studierte er bis 1921 Rechts- und Staatswissenschaften in Berlin und Greifswald. 1921 erfolgte die Promotion zum Thema „Die staatliche Aufsicht im Auswanderungswesen“. Nach dem Referendariat trat Mix in die Beamtenlaufbahn ein. 1931 wurde er 2. Bürgermeister in Stolp (Pommern). Nachdem er zum 1. Oktober 1932 der NSDAP beigetreten war (Mitgliedsnummer 1.334.064), zu der er nach eigenen Angaben seit 1930 in enger Verbindung stand, wurde er 1933 zweiter Bürgermeister in Stettin. 1934 wechselte er als Oberbürgermeister nach Tilsit. 1937 bis 1945 war er Oberbürgermeister von Wiesbaden, seit 1939 auch Gauamtsleiter für Kommunalpolitik von Hessen-Nassau. 1939 wurde Mix zur Luftwaffe eingezogen (ab 1944 Oberst d. R.) und vom Dienst als Oberbürgermeister beurlaubt. Bereits zum 1. September 1933 trat Mix in die SS ein (SS-Nummer 132.400), aus der er allerdings im April 1934 wieder wegen seiner Ernennung zum „politischen Leiter“ (Kreisamtsleiter für Kommunalpolitik) austreten musste. Am 20. April 1939 erfolgte seine Wiederaufnahme in die SS als Obersturmbannführer; am 1. April 1944 wurde Mix zum Standartenführer befördert. Als SS-Führer war er beim Stab des SS-Oberabschnitts Rhein.
Im September 1939 wurde Mix zur Luftwaffe eingezogen und übernahm als Hauptmann die Aufgabe eines Technischen Offiziers in der I. Gruppe des Jagdgeschwaders 53. Am 15. März 1940 erhielt er die Aufgabe eines Gruppenkommandeurs in der III. Gruppe des Jagdgeschwaders 2. Mit dieser nahm er am Westfeldzug teil, wo er am 21. Mai 1940 mit seiner Messerschmitt Bf 109E-3 von einer französischen GC I/3 abgeschossen wurde. Er überlebte die Bruchlandung schwerverletzt, war aber vorerst nicht mehr flugtauglich. Folglich übernahm er ab dem 22. Mai 1941 die Aufgabe eines Jagdfliegerführers Holland, bevor er im September 1941 die I. Gruppe des Jagdgeschwaders 1 übernahm. Nach seiner Beförderung zum Oberstleutnant übernahm er am 28. August 1942 das Amt des Geschwaderkommodore im Jagdgeschwader 1 und anschließend das des Jagdfliegerführers Paris. Vom 2. bis 6. September 1943 war er Jagdfliegerführer 4, anschließend Jagdfliegerführer Bretagne. Eine vom Staatssekretär des Reichsministerium des Innern beantragten UK-Stellung für Mix als Oberbürgermeister von Wiesbaden wurde wegen Mixens Kommandeursstellung vom Luftwaffenpersonalamt 1942 abgelehnt. Noch im März 1945 nahm Mix an einem Lehrgang für NS-Führungsoffiziere teil und wurde auch als Lehrer in der NS-Führungsoffiziersschule 2 der Luftwaffe eingesetzt.
Als Hauptvertreter des NS-Regimes wurde Mix 1945–1946 von der amerikanischen Besatzungsmacht in Darmstadt inhaftiert. Hierbei handelte es sich nicht um eine einfache Kriegsgefangenschaft. Von der Spruchkammer Darmstadt wurde er im Februar 1947 als belastet (Stufe II) eingestuft. Aufgrund seiner Position wäre eine Einstufung als Hauptschuldiger (Stufe I) möglich gewesen. Nach seiner Entlassung ging er gegen dieses Urteil in Berufung. Sein Verteidiger war der hessische Landtagsabgeordnete Heinrich von Brentano. Das Berufungsverfahren vor der Spruchkammer Wiesbaden stufte ihn als Minderbelastet (Stufe III) ein. Nach einer Bewährungsfrist von sechs Monaten wurde er automatisch als Mitläufer (Stufe IV) eingestuft. Erich Mix konnte erneut eine politische Karriere beginnen.
1949–1954 war Mix zunächst als Angestellter und dann als freier Mitarbeiter für das Rechtsamt der Stadt Wiesbaden tätig. Dabei vertrat er u. a. auch die Stadt vor der Wiedergutmachungskammer, wo er sich gegen den Rückerstattungsanspruch eines von ihm selbst 1938 enteigneten Wiesbadener Juden einsetzte.
Von 1952 bis 1954 war Mix für die FDP Mitglied der Wiesbadener Stadtverordnetenversammlung, 1953/54 auch Stadtverordnetenvorsteher. 1954 wurde Mix erneut Oberbürgermeister von Wiesbaden. Er ist damit der einzige Oberbürgermeister einer Landeshauptstadt, der dieses Amt sowohl im „Dritten Reich“ als auch in der Bundesrepublik innehatte. 1960 schied er wegen veränderter politischer Mehrheitsverhältnisse aus diesem Amt aus und widmete sich allein der Landespolitik. So war er 1958 bis 1966 Mitglied des Hessischen Landtags und von 1961 bis 1963 Vorsitzender der FDP-Landtagsfraktion; das Amt des Landtagsvizepräsidenten bekleidete er von 1962 bis 1966. Zeitweise war Mix Kreisvorsitzender des Deutschen Roten Kreuzes und Vorstandsmitglied des Hessischen Städteverbandes.

## Familie
Mix war seit dem 12. November 1923 mit Erna Mix, geb. Thiem, Tochter eines Gutsbesitzers aus Greifenhagen, verheiratet. Aus der Ehe gingen zwei Söhne hervor (* 1929 und * 1931).

## Ehrungen
- 1971: Nach seinem Tod stiftete die Stadt Wiesbaden für ihn ein Ehrengrab auf dem Südfriedhof. Nach intensiver Diskussion hat der Magistrat der Stadt Wiesbaden diese Ehrung am 1. Juli 2014 aberkannt.